# تپه گل محمد شرقی
تپه گل محمد شرقی مربوط به پیش ا ز تاریخ است و در شهرستان شاهرود، بخش مرکزی، دهستان دهملاء، غرب روستای خوریان واقع شده و این اثر در تاریخ ۷ اسفند ۱۳۸۶ با شمارهٔ ثبت ۲۱۴۰۳ به‌عنوان یکی از آثار ملی ایران به ثبت رسیده است.